# SN 1966A
SN 1966A – supernowa typu I odkryta 7 stycznia 1966 roku w galaktyce MCG +08-17-63. W momencie odkrycia miała maksymalną jasność 15,00m.